# Krkonoše – Jizerské hory
Krkonoše – Jizerské hory je vlastivědné periodikum (měsíčník) vydávaný Správou Krkonošského národního parku. Jeho součástí jsou zprávy o přírodě a její ochraně, o historii, o aktuálním dění v regionu i o činnosti samotné Správy národního parku. Časopis je vydáván v rozsahu 52 stránek, přičemž od roku 2002 je 8 stran věnováno Jizerským horám. Jeho vydávání podpořil i Liberecký kraj.
Redakce časopisu sídlí ve Vrchlabí (v budově Správy národního parku), přičemž redakce jizerskohorské části je v Liberci.